# Argyronome cydrana
Argyronome cydrana är en fjärilsart som beskrevs av Hans Fruhstorfer 1915. Argyronome cydrana ingår i släktet Argyronome och familjen praktfjärilar. Inga underarter finns listade i Catalogue of Life.